# Кузищин, Василий Иванович
Васи́лий Ива́нович Кузи́щин (1 ноября 1930, с. Покровское, Рязанская область — 28 февраля 2013, Москва) — советский и российский историк, специалист по экономике и культуре античности. Доктор исторических наук (1966), профессор МГУ (1968), завкафедрой истории древнего мира (1973—2009), заслуженный профессор МГУ (1996). Удостоен Ломоносовской премии МГУ за 2000 год, заслуженный работник высшей школы Российской Федерации (2000).
Создатель серии учебников и ученых пособий, по которым учились студенты всех университетов СССР и позднее России. Специалист по сельскому хозяйству и землевладению в римской Италии.

## Биография
В 1935 году семья переехала в Москву.
Окончил исторический факультет МГУ, где учился в 1948—1953 годах, специализировался по кафедре истории Древнего мира. В 1953—1956 годах учился в аспирантуре (научный руководитель профессор А. Г. Бокщанин).
Защитил кандидатскую диссертацию «Крупное рабовладельческое хозяйство Италии в конце Республики. Эволюция структуры имущества и доходности каждой из частей» (1957) и докторскую диссертацию «Земледелие и землевладение в Италии во II в. до н. э. — I в. н. э.» (1966).
С 1956 года преподаватель МГУ, с 1968 года профессор.
С 1973 по 2009 год заведующий кафедрой истории Древнего мира истфака МГУ. В 1999 году вместе с основанием Черноморского филиала МГУ вступил там в должность заведующего кафедрой истории.
Начальник Херсонесской историко-археологической экспедиции (1976—1991). Член учёного совета МГУ (1991—2001). Председатель Ассоциации историков-выпускников МГУ (1991–1997).
Вице-президент Российской ассоциации антиковедов (2000—2013).
Председатель Объединённого профсоюзного комитета МГУ (1971–1974).
В 1973—1978 годах — член ЦК профсоюза работников вузов и научных учреждений; в 1979—1991 годах возглавлял секцию «История» Научно-технического совета Минвуза СССР, разработал программу лекционных курсов по истории Древнего Востока, Древней Греции и Древнего Рима для исторических факультетов. 
Был членом редколлегии журналов «Вестник древней истории» (с 1970), «Вестник Московского университета. Серия „История“» (с 1973) и «Вопросы истории» (с 1986). 
Сыновья: Олег (род. 1957), сотрудник аппарата Московской городской думы, и ихтиолог Кирилл (род. 1966).
Скончался 28 февраля 2013 года на 83-м году жизни. Лауреат премии им. М.В.Ломоносова за педагогическую деятельность (2000). Действительный член Академии гуманитарных наук (1995), член-корреспондент Академии экономических наук и предпринимательской деятельности.
Его памяти была посвящена конференция «Экономическая история античности в мировой историографии», прошедшая на историческом факультете МГУ в 2018 году.

## Научная и педагогическая деятельность
Василий Иванович Кузищин наиболее известен как исследователь аграрной истории Рима. В 1957 году в своей статье «О степени распространённости латифундий в Италии» в «Вестнике древней истории» он на материале источников подверг сомнению убеждение о господстве в сельском хозяйстве крупных латифундий уже начиная со II века до н. э., которое доминировало в советской исторической науке и восходило к выводам Макса Вебера. Впоследствии в своих статьях и монографиях Василий Иванович развил идею о значительной распространённости и о большой роли средних рабовладельческих хозяйств (вилл) в римской экономике, а также исследовал состояние сельского хозяйства в Италии в целом. Историк также заострял внимание на рациональном характере римского рабовладения, выступая против расхожих представлений о неразумной эксплуатации рабов.
Под редакцией В. И. Кузищина публиковались и многократно переиздавались университетские учебники по истории Древнего Востока, Древней Греции и Древнего Рима, а также учебные хрестоматии и пособия по источниковедению античной истории. Кроме того, по его инициативе началась подготовка первого пособия по историографии истории античности. В 1971 году вышел учебник по истории Рима, написанный коллективом авторов под редакцией А. Г. Бокщанина и В. И. Кузищина; книга неоднократно переиздавалась — четвертое издание под редакцией В. И. Кузищина было опубликовано в 2005 г.; как отмечает А. П. Беликов, этот труд стал базовым учебником для университетов страны.
Участник Международных конгрессов исторических наук в Москве (1970), Сан-Франциско (1975) и Бухаресте (1980); Международных конгрессов экономической истории в Ленинграде (1970), Будапеште (1982), Берне (1986) и Лувене (1990). В качестве приглашённого профессора читал лекции в университетах Софии, Праги, Афин, Парижа, Марселя, Марбурга, Мадрида, Толедо, Саламанки, Гранады.
Подготовил более 60 кандидатов и 20 докторов наук.

## Публикации
Автор более 250 работ в области древней истории.
Монографии и сборники статей:
- Очерки по истории земледелия древней Италии. М., 1966.
- Римское рабовладельческое поместье II в. до н. э. — I в. н. э. М., 1973.
- Генезис рабовладельческих латифундий в Италии (II в. до н. э. — I в. н. э.). М., 1976 (итал. перевод 1984).
- Античное классическое рабство как экономическая система. М., 1990.
- Исследования в области экономической истории античности. СПб., 2011.

Книги, в т. ч. под научной редакцией:
- История Древнего Рима / под ред. А. Г. Бокщанина и В. И. Кузищина. — М.: Высшая школа, 1971 (4-е изд. под ред. В. И. Кузищина 2000).
- Древний Восток и античный мир. Сборник статей, посвящённых профессору В. И. Авдиеву / под ред. В. И. Кузищина. М., 1972.
- История Древнего Востока / под ред. В. И. Кузищина. М., 1979 (3-е изд. 1999).
- Хрестоматия по истории Древнего Востока / под ред. И. С. Кацнельсона, М. А. Коростовцева и В. И. Кузищина. М., 1980. Т. 1—2.
- Историография античной истории / под ред. В. И. Кузищина. М., 1980.
- Источниковедение Древней Греции. Эпоха эллинизма / под ред. В. И. Кузищина. М., 1982.
- Источниковедение истории Древнего Востока / под ред. В. И. Кузищина. М., 1984.
- История Древней Греции / под ред. В. И. Кузищина. М., 1986, 2-е изд. — 1996, 3-е — 2000.
- Хрестоматия по истории Древнего Рима / под ред. В. И. Кузищина. М., 1987.
- Словарь античности. Пер. с нем. М.: Прогресс, 1989. / Отв. ред. В. И. Кузищин
- История Древнего Востока. Материалы по историографии / под ред. А. А. Вигасина и В. И. Кузищина. М., 1991.
- «Усадьба Басилидов» в окрестностях Херсонеса Таврического (в соавторстве). Вестник древней истории, М., 1998.
- Антология источников по истории, культуре и религии Греции. СПб, 2000.
- Историография истории Древнего Востока. Иран, Средняя Азия, Индия, Китай / под ред. В. И. Кузищина. СПб., 2002.
- История Древнего Востока: тексты и документы / под ред. В. И. Кузищина. М., 2002.
- История Древнего Рима: тексты и документы / под ред. В. И. Кузищина. М., 2004. Т. 1—2.